# Брита Ольсдоттер
Брита Ольсдоттер (швед. Brita Olsdotter; fl. 1719) — шведская женщина, которая согласно преданию, будучи в пожилом возрасте, спасла город Линчёпинг от сожжения русскими войсками во время Северной войны.
В 1719 году, в последние годы войны, в Швецию вторглась русская армия, которая сожгла несколько городов и грабила деревни вдоль побережья Балтийского моря. Сохранилось множество историй, которые описывают, как некоторые деревни, церкви и фермы были спасены благодаря действиям отдельных людей и их личному мужеству.
Во время боевых действий в Швеции в 1719—1721 годах русская армия сожгла Норрчёпинг и двинулась на юг к Линчёпингу, чтобы сжечь и этот город. По дороге в него русские войска повстречали старую женщину и остановили её, по-видимому, чтобы расспросить её о чём-то. Она же сочинила полностью выдуманную историю и рассказала им о том, что в Линчёпинг прибыл посланник с сообщением о том, что британский флот пришёл на помощь Швеции, и что шведская армия численностью в 20 000 солдат также находится в пути. Эта уловка заставила русскую армию повернуть назад и воздержаться от нападения на город. В результате Линчёпинг, который фактически не обладал какой-либо защитой, был спасён от уничтожения.
Таких местных легенд появилось очень много. Например, жена викария Мария Факселл, по слухам, сумела защитить свой приход в Вермланде, от нападения со стороны Норвегии. Но Брите Ольсдоттер приписывали спасение самого значительного из всех мест, фигурировавших в подобных преданиях.